# J.T. Gray
Juantavius Tavon Gray (Clarksdale, 18 gennaio 1996) è un giocatore di football americano statunitense che milita nel ruolo di safety per i New Orleans Saints della National Football League.

## Carriera
Dopo non essere stato scelto nel Draft NFL 2018, Gray firmò con i New Orleans Saints. Disputò 5 partite, giocando principalmente negli special team, prima di venire svincolato il 13 novembre 2018 e rifirmare con la squadra di allenamento. Il 21 gennaio 2019 firmò un nuovo contratto con i Saints.
Nel 2019, Gray giocò tutte le 16 partite come giocatore chiave negli special team. Guidò la lega a pari merito con 16 tackle negli special team, ruolo in cui venne inserito nel Second-team All-Pro.
Il 3 marzo 2021, Gray firmò un'estensione contrattuale biennale da 4 milioni di dollari con i Saints. Prima dell'inizio della stagione fu eletto uno dei capitani della squadra. A fine anno fu convocato per il suo primo Pro Bowl e inserito nel First-team All-Pro come special teamer.

## Palmarès
- Convocazioni al Pro Bowl: 1

2021
- First-team All-Pro: 1

2021
- Second-team All-Pro: 2

2019, 2024